# 歐邁尼斯一世

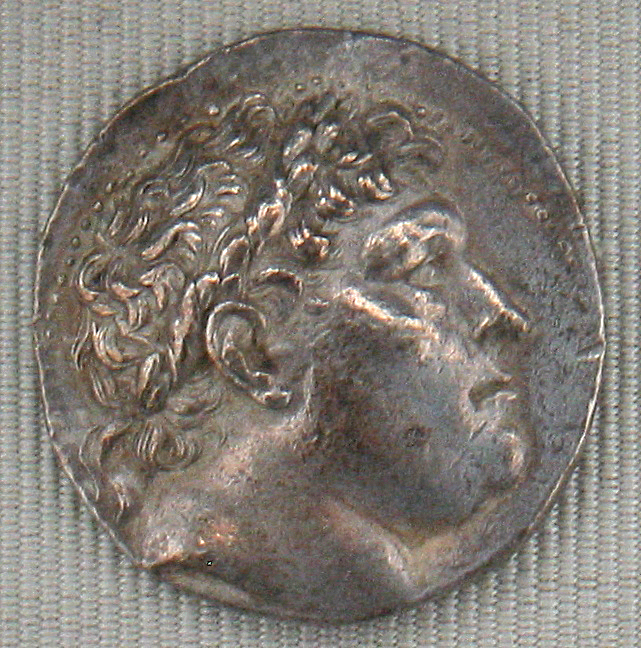
歐邁尼斯一世肖像.

歐邁尼斯一世，（约??—前241年）是小亞細亞的帕加馬統治者（前263年—前241年在位）。父親是歐邁尼斯，而奠定帕加馬阿塔羅斯王朝的菲萊泰羅斯是他父親的兄弟，無子的菲萊泰羅斯把歐邁尼斯一世過繼在自己名下，並認定他為繼承者。
儘管帕加馬在菲萊泰羅斯時名義上屬於塞琉古帝國統治，卻享有高度自治。在歐邁尼斯一世統治時，可能受到托勒密王朝托勒密二世的搧動，當時托勒密王朝和塞琉古帝國發生敘利亞戰爭，帕加馬趁機對塞琉古的反叛。前261年，歐邁尼斯一世更在呂底亞的首府薩第斯附近擊敗塞琉古國王安條克一世，使帕加馬從帝國獨立出來，更擴大不少領地。歐邁尼斯一世在伊達山北方的山腳下建造一個要塞，命名為菲萊泰羅利亞來紀念他的養父，在推雅推喇西北方萊克斯河源頭附近建造另一個要塞，命名為安塔利亞來紀念他的祖父，往南擴展到卡伊科斯河Cyme那。歐邁尼斯還自行發行錢幣，上有菲萊泰羅斯的肖像，這成為帕加馬獨立的證據之一。
在帕加馬發生對塞琉西的反叛之後，並沒有歷史記載帕加馬之後在歐邁尼斯的統治期有無戰爭發生，儘管托勒密王朝和塞琉西帝國持續在戰爭，而加拉太塞爾特人在小亞細亞四處劫掠，如果帕加馬沒有受到塞爾特人侵擾，那歐邁尼斯可能付出不少貢品。雖然歐邁尼斯從未自立為國王，但他許多行為仿效其他希臘化國王的作為。
不確定歐邁尼斯是否有兒子，一些資訊透露他可能有一個兒子菲萊泰羅斯，但死於歐邁尼斯一世逝世前。最後歐邁尼斯收養了年輕的堂姪阿塔羅斯一世，認定他為繼承者。
| 前任： 菲萊泰羅斯 | 帕加馬統治者 約前263年－約前241年 | 繼任： 阿塔羅斯一世 |